# Горга (Лацио)
Горга (итал. Gorga) — коммуна в Италии, располагается в области Лацио, подчиняется административному центру Рим.
Население составляет 752 человека, плотность населения составляет 28,51 чел./км². Занимает площадь 26,38 км². Почтовый индекс — 030. Телефонный код — 06.
Покровителем населённого пункта считается Святой Доминик. Праздник ежегодно празднуется 4 августа.